# La Hauteur
Pour plus de détails, voir Fiche technique et Distribution.
La Hauteur (Высота, Vysota) est un film soviétique réalisé par Alexandre Zarkhi, sorti en 1957,.

## Fiche technique
- Réalisation : Alexandre Zarkhi
- Photographie : Vladimir Monakhov
- Musique : Rodion Chtchedrin
- Décors : Abram Freïdin
- Montage : Ekaterina Ovsiannikova
- Date de sortie : 1957